# Sergi Miquel i Valentí
Sergi Miquel i Valentí, né le 24 décembre 1989, est un homme politique espagnol membre du Parti démocrate européen catalan (PDeCAT).
Il est élu député de la circonscription de Gérone lors des élections générales de juin 2016.

## Biographie

### Études
Sergi Miquel i Valentí est titulaire d'un diplôme en arts et design obtenu à l'université de Southampton.

### Activités politiques
Sergi Miquel est conseiller municipal de Llagostera de 2011 à 2016. Il a exercé les fonctions de secrétaire général des jeunesses nationalistes de Catalogne.
Le 26 juin 2016, il est élu député pour Gérone au Congrès des députés. Il est réélu le 28 avril 2019 lors des élections anticipées.